# Bartramia stenophylla
Bartramia stenophylla är en bladmossart som beskrevs av Jules Cardot 1904. Bartramia stenophylla ingår i släktet äppelmossor, klassen egentliga bladmossor, divisionen bladmossor och riket växter. Inga underarter finns listade i Catalogue of Life.